# Rondo 308 Dywizjonu w Krakowie
Rondo 308 Dywizjonu – jednopoziomowe skrzyżowanie w Krakowie zlokalizowane na północny wschód od Starego Miasta, u zbiegu alei Pokoju i ulicy Nowohuckiej. Obecnie Rondo 308 Dywizjonu znajduje się na terenie Dzielnicy XIV Czyżyny. Przez rondo przebiega III obwodnica Krakowa w ciągu ulicy Nowohuckiej.

## Opis
Rondo 308 Dywizjonu posiada 2 pasy ruchu. Organizacja ruchu w obrębie Ronda 308 Dywizjonu ma charakter samooczyszczający się; oznacza to, że wszystkie pasy ruchu wyprowadzają kierujących poza skrzyżowanie i aby na nim pozostać należy zmieniać pasy ruchu.

## Otoczenie
Na zachód od ronda 308 Dywizjonu znajdują się Park Lotników Polskich oraz centrum handlowe M1. Na południe od ronda znajduje się także obiekt targowo-kongresowy Expo Kraków.
W pobliżu ronda 308 Dywizjonu znajdują się:
- Park Lotników Polskich
- Centrum handlowe M1
- Expo Kraków

## Układ
Przez rondo przebiega linia tramwajowa, a przy rondzie znajdują się także przystanki miejskiej komunikacji autobusowej i busów kursowych docierających do miejscowości leżących na wschód i południe od Krakowa.

### Połączenia komunikacyjne
W okolicach przystanku znajduje się zespół przystankowy Rondo 308. Dywizjonu. Po północnej stronie ronda przy ulicy Nowohuckiej ulokowano dwa przystanki autobusowe w kierunku Akademii Wychowania Fizycznego im. Bronisława Czecha. Po wschodniej stronie od skrzyżowania przy alei Pokoju znajdują się dwa przystanki autobusowe i dwa przystanki tramwajowe w kierunku Ronda Czyżyńskiego.

## Galeria

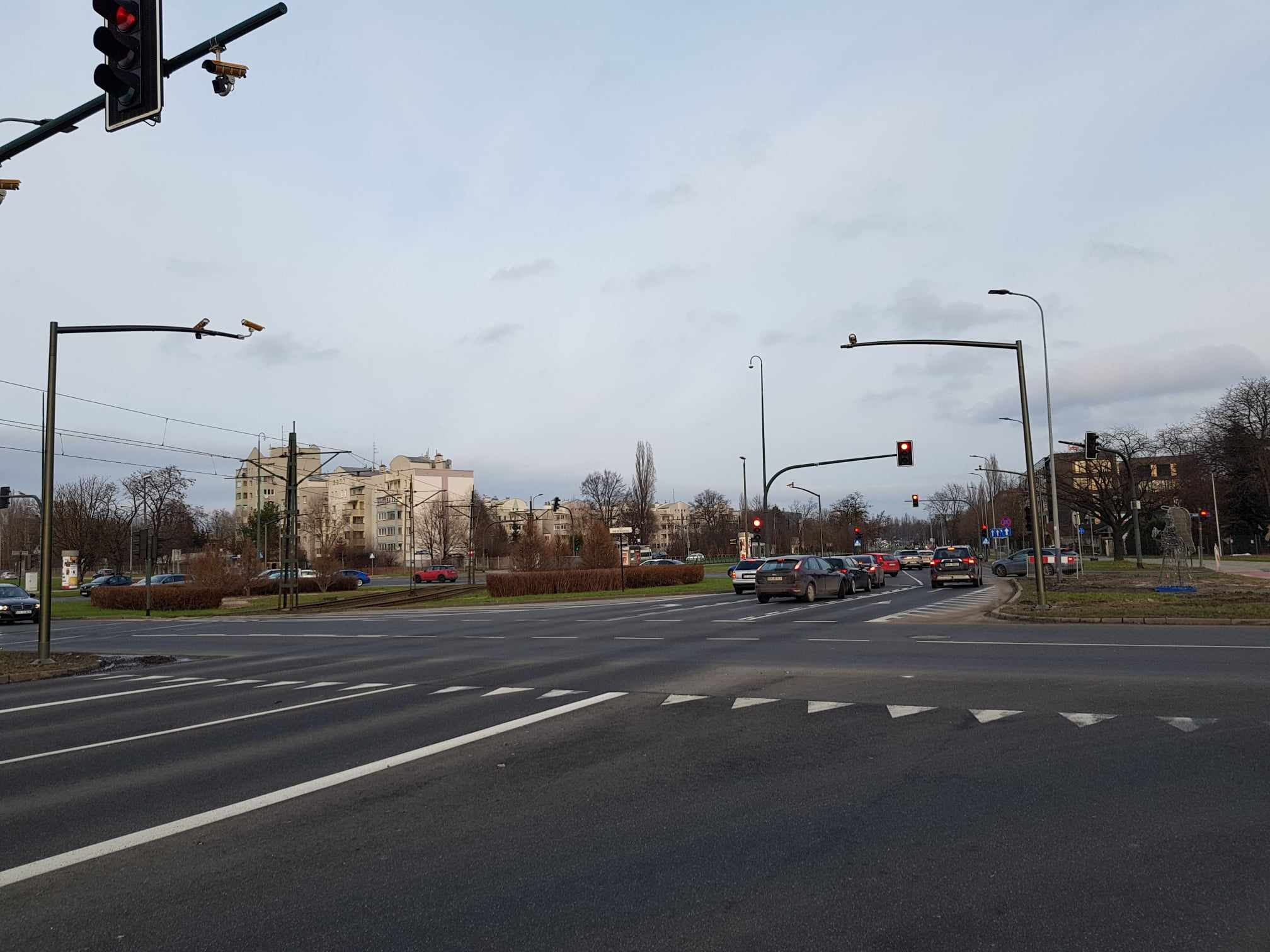
Widok na północny wschód od ulicy Nowohuckiej
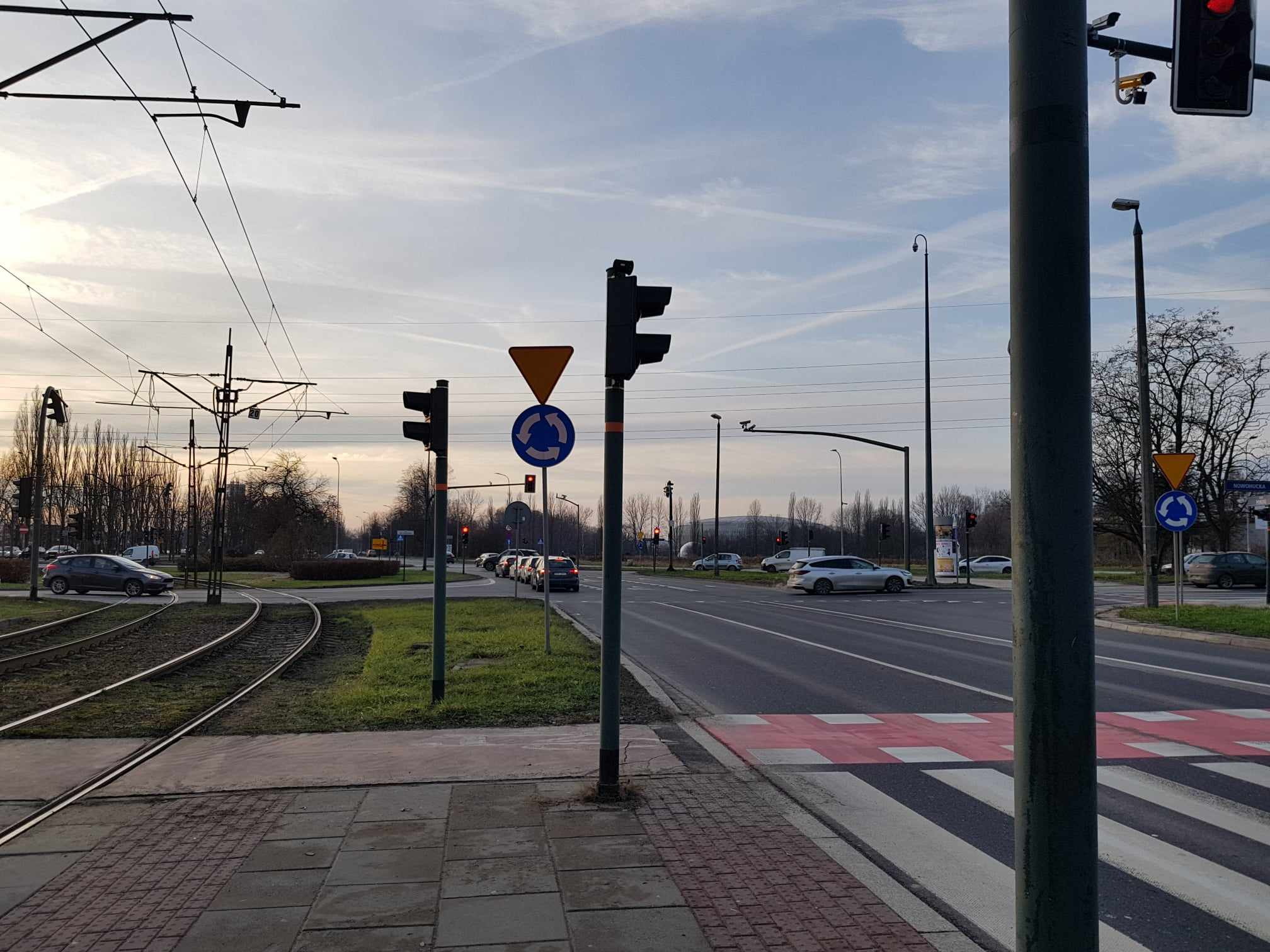